# Endoume
Endoume (francisation de l'occitan provençal En Domes) est un quartier du 7e arrondissement de Marseille, dans le département des Bouches-du-Rhône. Endoume abrite notamment le théâtre Silvain, la Station marine d'Endoume, le marégraphe de Marseille sur la Corniche, le pont de la Fausse Monnaie et le petit port du Vallon des Auffes.

## Toponymie
Le nom est attesté : Portus de Domezes 1288 (Arc. Municip.), Portus de Domes 1311 (Règlement municipal), Daume (Carte de Cassini).
Comme en provençal "à" se dit "en", on allait, naturellement : "en Domes". Francisé plus tard : Endoume (la lettre "o" du provençal donnant "ou" en français).

## Situation
Le quartier est situé en bordure de littoral à l'ouest de Marseille, il est entouré des quartiers suivants :
- Le Pharo et la plage des Catalans au nord,
- Saint Lambert à l'est,
- Bompard au sud-est.

Endoume est traversé par deux axes structurant le quartier : la Corniche Président-John-Fitzgerald-Kennedy (axe nord-ouest sud-est) et la rue d'Endoume (axe nord-est sud-ouest)  et comprend Malmousque, à son l'extrémité ouest,  parfois considéré comme un quartier à part entière.